# Rimantas
Rimantas ist ein litauischer männlicher Vorname, abgeleitet von Mantas.

## Personen
- Rimantas Astrauskas (* 1955), Politiker, Mitglied des Seimas
- Rimantas Bagdonas (* 1938), sowjetischer Ringer
- Rimantas Bašys (* 1951), Politiker, Mitglied des Seimas
- Rimantas Jonas Dagys (* 1957), Politiker, Minister
- Rimantas Diliūnas (* 1953), Politiker, Bürgermeister von Kėdainiai
- Rimantas Gučas (* 1942), Musikwissenschaftler und Orgelbauer
- Rimantas Kairelis (* 1950), Politiker, Vizeminister
- Rimantas Karazija (1936–2012), Tierarzt, Veterinärmediziner, Diplomat
- Rimantas Kaukėnas (* 1977), Basketballspieler
- Rimantas Klipčius (* 1985), Politiker, Bürgermeister
- Rimantas Kočiūnas (* 1953), litauischer Psychologe, Professor, Psychotherapeut, Begründer der existentiellen Psychologie im postsowjetischen Raum
- Rimantas Liepa (* 1954), Politiker,  Bürgermeister von Panevėžys
- Rimantas Markauskas (* 1954), Politiker, Mitglied von Seimas
- Rimantas Mikaitis (* 1959), Bürgermeister von Kaunas
- Rimantas Mockus (* 1979), Jurist und Politiker, Justizminister
- Rimantas Norvila (* 1957), katholischer  Jugendbischof
- Rimantas Pleikys (1957–2021), Journalist und Politiker
- Rimantas Prūsaitis (* 1956), Förster, Generalforstmeister Litauens
- Rimantas Remeika (* 1962), Politiker, Mitglied von Seimas
- Rimantas Rupšys (* 1966), Schachspieler
- Rimantas Ruzas (1959–2002), Politiker, Mitglied von Seimas
- Rimantas Sakalauskas (* 1951), Bildhauer
- Rimantas Sinkevičius (* 1952), Manager und Politiker, Mitglied von Seimas
- Rimantas Antanas Stankevičius (1944–1990), sowjetischer Pilot und Kosmonaut
- Rimantas Šadžius (* 1960),  litauischer Politiker,  Finanzminister und Vizeminister
- Rimantas Šalkauskas (* 1947), Forstingenieur und Politiker, Vizeminister
- Rimantas Šavelis (1942–2021), Schriftsteller und Drehbuchautor
- Rimantas Šidlauskas (1962–2022), Diplomat, Botschafter und Politiker, Vizeminister
- Rimantas Taraškevičius (* 1949), Politiker, Bürgermeister von Klaipėda
- Rimantas Žylius (* 1973), Politiker, Wirtschaftsminister Litauens

Zwischenname
- Jonas Rimantas Klimas (* 1939), Förster, ehemaliger Forstwirtschaftsminister